# فينسنت وينغ
كان فينسنت وينغ (1619-1668) منجّمًا وفلكيًا إنجليزيًا، ومسّاح أراضٍ محترفًا.

## الحياة والأعمال المنشورة
وُلِد فينسنت وينغ في نورث لوفّنهام بروتلاند في 9 أبريل 1619، وهو الابن الأكبر لأربعة أبناء لفينسنت وينغ (1587-1660) (الذي كان يأخذ ملاحظات فلكية خلال عشرينات القرن السادس عشر). نشأت عائلته في القرية منذ عهد جده تقريبًا، ويُعتقد أنه كان له أسلاف ويلزيين. لم يتلق وينغ تعليمًا جامعيًا، ولكنه اكتسب معرفته العملية باللاتينية واليونانية والرياضيات من خلال الدراسة الدؤوبة. مكّنته هذه المهارات من متابعة حياته كمسّاح للأراضي، واختراع أو تطوير استخدام المقياس السِّلسلي ثنائي القطب المكون من أربعين حلقة ربط لقياس مساحات الأراضي بالقصبة (وحدة قياس)، وهي طريقة شرحها ودافع عنها في أعماله المنشورة. تزوج اثنان من إخوته الأصغر، سولومون (1621) وصموئيل (1626) خلال أربعينات القرن السادس عشر، وأسسا حياتهما العائلية بينما كان مخطوبًا؛ ولكن أول أطفال فينسنت من قبل زوجته أليس كانت إليزابيث التي عُمِّدت في نورث لوفّنهام في نوفمبر 1652.

### أورانيا براكتيكا: مع ليبورن
تعاون وينغ خلال هذا الوقت مع ويليام ليبورن (1716-1626)، وأرّخ مقدمة عملهما المشترك بعنوان علم الفلك العملي (الذي نُشر في عام 1649) من نورث لوفّنهام في عام 1648. كانت هذه أول خلاصة وافية كبيرة لعلم الفلك مكتوبة باللغة الإنجليزية وتحتوي على أكثر من 300 صفحة. كان هذا العمل بداية لأعمال تأليفية مهمة في المسح وعلم الفلك لكلا الرجلين. دافع وينغ وليبورن عن نفسيهما ضد ناقدهما جيريمي شاكيرلي بعد ذلك بوقت قصير.

### الانسجام السماوي
نشر وينغ في العام التالي كتاب بعنوان تكهن مخيف بشكل مستقل، والذي يحتوي على تنبؤات فلكية. صدرت العديد من أعمال وينغ اللاحقة عبر مطبعة روبرت ليبورن، الذي دخل في شراكة مع ويليام ليبورن في عام 1651. صدر أول عمل لوينغ بعنوان الانسجام السماوي في عام 1651، في وقت كان فيه وينغ في توافق مع ويليام ليلي؛ وهو نسخة باقية من الكتاب من مكتبة السير إسحاق نيوتن شُرِح بعناية من قبل مالكه. حقق وينغ في هذا العمل انتقالًا نحو تصورات فلكية أكثر حداثة. أصدر ويليام ليبورن أول أعماله الدائمة والجوهرية بعنوان المسّاح الكامل في مطبعة ليبورن في عام 1653، واستمر الارتباط مع وينغ حتى وفاته.

### علم الفلك المؤسَّس: الجدل مع ستريت
ظهر العمل الرئيسي التالي لوينغ بعنوان علم الفلك المؤسَّس في عام 1656. أدى ذلك إلى جدل مع توماس ستريت، الذي نشر كتابه بعنوان علم فلك كارولينا في عام 1661، وتبعه بكتاب بعنوان ملحق لعلم فلك كارولينا في عام 1664 الذي انتقد فيه وينغ لأخطائه. رد وينغ في كتابه في عام 1665 بعنوان فحص علم فلك كارولينا من خلال كشف الأخطاء المزعومة لتوماس ستريت. رد الأخير بكتاب بعنوان فحص الفحص في عام 1667 كان بمثابة «انتقاد لحسد وجهل فينسنت وينغ».

### التقويمات الفلكية: وينغ وفلامستيد
أصدر وينغ التقويمات الفلكية لمدة عشرين عامًا (1652-1671)، والتي اعتبرها جون فلامستيد الأكثر دقة في عصرهم. حافظ فلامستيد عندما كان في عز شبابه على المراسلات مع وينغ (الذي توفي في عام 1668). كتب فلامستيد الذي كان مهتمًا بآراء كل من وينغ وستريت: «كان لدي بعض المراسلات مع وينغ، وعلى الرغم من أننا اختلفنا في بعض الأمور النظرية وفي معادلات النظام الشمسي والعديد من الأشياء الأخرى، إلا أن معارضتنا لم تقلل من صداقتنا»؛ وأضاف بأنه على الرغم من اختلافه مع ستريت في أرائه حول تثبيت الأوج والعقد، والمعادلات المتذبذبة للقمر، فهو كان يأمل أن تكون استجابة ستريت ودودة أيضًا.

### المسّاح العملي
أنتج وينغ في عام 1664 أطروحته الخاصة حول المسح العملي للأراضي بعنوان المسّاح العملي أو فن مسح الأراضي. أنتج وينغ الطبعة الثانية، التي تحتوي أيضًا على نسخة معاد طبعها من كتاب فحص علم فلك كارولينا، في عام 1666، والتي دُمِّرت بالكامل تقريبًا في حريق لندن العظيم. كانت الطبعة الثالثة هي النسخة المكبرة التي صدرت بعنوان المسّاح العملي الجديد عن طريق ابن أخيه جون وينغ في 1699-1700.

### الشخصية
أقام فينسنت وينغ مع زوجته أليس في نورث لوفّنهام حيث عُمِّدت بناته ماري (1654)، وأليس (1658)، وإليزابيث (1664) وكاثرين (1666)، وأبنائه فينسنت (1655) وجيمس (1661). ذهب من حين لآخر إلى لندن من أجل شركة تعيلمية هناك. أشاد صديقه وكاتب سيرته الذاتية جون غادبري بذكائه. رسم وينغ مخطط حياته المنشور في كتاب موجز العلاقات لغادبري، ويقال إنه وضع تنبؤًا صحيحًا بوفاته. أُصيب بمرض السل، وتوفي منه في 20 سبتمبر 1668 عن عمر يناهز 49 عامًا، وذلك بعد أن قدم وصيته قبل أسبوعين فقط. لاحظ غادبري أن التفاني في العمل قد أنهكه، ودحض أي شيئ يشير إلى احتمالية انتحاره، ودُفِن في نورث لوفّنهام. تشكل أبيات الشعر اللاتينية المصاحبة لصورته في كتاب علم الفلك البريطاني قصيدة يمكن ترجمتها:
«إذا أردت تخيله، فالفن يُظهِر شكله ووجهه،
ولكن فن موهبته الروحية لن يظهر.
كان مثل هذا الذي بعثرت دراسته أوليمبوس،
وذهبت في رحلات جديدة عبر فلك العالم.
انظر، لقد رسم الفنان الظل الجسدي الحيوي،
فابحث في كتابه عن ملامح عقله».